# Aparició de Jesús al camí d'Emmaús
L'aparició de Jesús al camí d'Emaús és un episodi narrat als evangelis que explica com Jesús, un cop resucitat, va establir contacte amb Clopas d'Emmaús i un altre deixeble sense que aquests el reconeguessin mentre caminaven cap a la localitat d'Emmaús. Va ser només al sopar posterior on es va revelar. El tema ha esdevingut popular en la representació artística al llarg dels segles, especialment des del renaixement, amb obres de Caravaggio o Albrecht Dürer entre d'altres.

## Anàlisi
La interpretació més comuna d'aquest passatge evangèlic dona èmfasi al fet que és quan Jesús parteix el pa que els deixebles el reconeixen, és a dir, l'acte de l'eucaristia revela a l'autèntic Crist, que fins aleshores pot estar a prop però ser invisible o no evident per als creients. També es fa èmfasi que l'aspecte de Jesús ha canviat després de la mort, és un altre ésser i per això no es reconeix d'entrada a les diverses aparicions. Per acabar, cal destacar la voluntat de Jesús de donar proves per a la fe mostrant-se als deixebles en diverses ocasions.